# Fernando Reyes
Fernando Manuel Reyes (* 13. Juli 2004) ist ein salvadorianischer Leichtathlet, der sich auf den Dreisprung spezialisiert hat und aktuell Inhaber des Landesrekordes ist.

## Sportliche Laufbahn
Erste internationale Erfahrungen sammelte Fernando Reyes im Jahr 2021, als er bei den U18-NACAC-Meisterschaften in San José mit 14,34 m die Bronzemedaille im Dreisprung gewann. Anschließend siegte er mit 14,36 m bei den U18-Zentralamerikameisterschaften in Managua. Im Jahr darauf siegte er mit 14,59 m bei den U20-Zentralamerikameisterschaften ebendort und anschließend belegte er bei den NACAC-Meisterschaften in Freeport mit 14,60 m den fünften Platz. 2023 gewann er bei den Zentralamerikameisterschaften in San José mit windunterstützten 15,01 m die Bronzemedaille hinter dem Guatemalteken Fredy Lemus und Brandon Jones aus Belize. Anschließend siegte er bei den U20-Zentralamerikameisterschaften in Guatemala-Stadt mit 6,88 m im Weitsprung sowie mit 14,54 m im Dreisprung, ehe er bei den Zentralamerika- und Karibikspielen in San Salvador mit 14,75 m auf Rang acht im Dreisprung gelangte.
2023 wurde Reyes salvadorianischer Meister im Dreisprung.

## Persönliche Bestleistungen
- Weitsprung: 6,99 m (0,0 m/s), 19. März 2022 in San Salvador
- Dreisprung: 14,93 m (−0,5 m/s), 29. April 2023 in León (salvadorianischer Rekord)